# Wikipédia en norvégien (bokmål)
Pour les articles homonymes, voir Wikipédia en norvégien.
Wikipédia en norvégien (bokmål) (en norvégien : Bokmål Wikipedia) est l’édition de Wikipédia en norvégien dans ses graphies bokmål et riksmål (en) qui sont très proches. L'édition est lancée le 26 novembre 2001 dans les deux graphies et à partir du 31 juillet 2004 exclusivement dans la graphie bokmål. Son code est no, bien que le code ISO 639-2 correspondant au bokmål soit nb ; le code no correspond au norvégien, ce qui reflète bien le fait qu'au démarrage de l'édition les deux graphies étaient utilisées.
Au 20 mars 2025, l'édition en bokmål contient 643 957 articles et dispose de  643 175 contributeurs, dont 3 052 contributeurs actifs et 38 administrateurs.
L'édition en nynorsk contient, quant à elle, 174 221 articles et dispose de  141 880 contributeurs, dont 159 contributeurs actifs et 15 administrateurs.

## Présentation

zones où le nynorsk est langue officielle
zone où le bokmål est langue officielle
zones neutres où les deux normes sont utilisées par l'administration

Wikipédia en norvégien originel, lancé le 26 novembre 2001, acceptait la rédaction des articles dans n'importe quel standard écrit du norvégien. Le 31 juillet 2004, une version spécifique au nynorsk est lancée et se développe rapidement. À la suite d'un vote en mars 2005, le site principal devient réservé au bokmål et au riksmål. Aucun consensus ne permit une restriction au seul bokmål. Bien que le code ISO 639 pour le bokmål soit nb, le site principal continue d'être hébergé sous no.wikipedia.org, puisqu'il est également dédié au riksmål, et parce que le code no est beaucoup plus connu. Le site en nynorsk est hébergé sous nn.wikipedia.org.
Comme le bokmål est très proche du danois et du suédois, les administrateurs du site collaborent avec leurs homologues des autres versions scandinaves de Wikipédia sur le projet Skanwiki de Wikimédia. Sur la page d'accueil apparaît par exemple le Dagens skandinaviske artikkel, « l'article scandinave du jour » issu du Skanwiki ; il peut s'agir d'un article en suédois, en danois, ou parfois en féroïen ou islandais. De manière similaire, des articles des versions norvégiennes apparaissent sur les autres versions scandinaves de Wikipédia : page d'accueil, section voir aussi et les articles de qualités sont immédiatement traduits.

## Statistiques

Au passage des 500000 articles.

- 6 février 2006 : l'édition en bokmål/riksmål atteint 50 000 articles ;
- 24 février 2007 : elle atteint 100 000 articles ;
- 30 janvier 2008 : elle atteint 150 000 articles ;
- 13 décembre 2008 : elle atteint 200 000 articles ;
- 27 mars 2010 : elle atteint 250 000 articles ;
- 26 mai 2011 : elle atteint 300 000 articles ;
- 11 juillet 2013 : elle compte 388 866 articles et 275 529 utilisateurs, ce qui en fait la 18e version de Wikipédia en nombre d'articles ;
- 14 novembre 2013 : elle atteint 400 000 articles.
- Le 22 octobre 2022, elle contient 600 227 articles et dispose de 564 208 contributeurs, dont 1 283 contributeurs actifs et 45 administrateurs.
- Le 10 août 2024, elle contient 633 946 articles et dispose de 615 896 contributeurs, dont 890 contributeurs actifs et 39 administrateurs.